# Typhlocirolana leptura
Typhlocirolana leptura är en kräftdjursart som beskrevs av Botosaneanu, Boutin och Henry 1985. Typhlocirolana leptura ingår i släktet Typhlocirolana och familjen Cirolanidae. Inga underarter finns listade i Catalogue of Life.